# 拉納克藍芝士
拉納克藍芝士（英語：Lanark Blue）產自蘇格蘭，由漢弗萊·埃林頓（Humphrey Errington）於1985年發明。拉納克藍芝士質地軟滑如奶油，帶有一陣香草味，鹽味很重，芝士肉上有藍綠色紋理。